# Чёрный феб
Чёрный феб (лат. Sayornis nigricans) — певчая птица семейства тиранновых.

## Описание
Чёрный феб длиной 16 см. Окрас оперения чёрного цвета, брюхо и гузка белые. 

## Распространение
Птица живёт в открытых ландшафтах вблизи водоёмов на территории от юго-запада Северной Америки через Центральную Америку до Боливии и северо-запада Аргентины.

## Питание
Чёрный феб высматривает насекомых из укрытия вблизи водоёмов, а затем ловит их в полёте. Иногда он охотится также на мелких рыб у поверхности воды.

## Размножение
Чашеобразное гнездо строится из сгустков глины и травы на уступах скал вблизи водоёмов. В кладке от 2-х до 6-и яиц, высиживание которой длится от 2-х до 3-х недель. В возрасте 3-х недель молодые птицы становятся самостоятельными. Часто птицы гнездятся дважды в году.